# 328P/LONEOS-Tucker
328P/LONEOS-Tucker è una cometa periodica appartenente alla famiglia delle comete gioviane.
La cometa è stata scoperta dal programma di ricerca astronomica LONEOS il 27 agosto 1998, ritenuta un asteroide fu denominata 1998 QP54, il 13 settembre fu riscoperta, questa volta come cometa, dall'astrofilo statunitense Roy A. Tucker e quindi ridenominata P/1998 QP54 LONEOS-Tucker, la sua riscoperta il 30 settembre 2015 ha permesso di numerarla.